# Кубок Данії з футболу 2002—2003
Кубок Данії з футболу 2002–2003 — 49-й розіграш кубкового футбольного турніру в Данії. Титул вчетверте здобув Брондбю.

## Календар
| Раунд           | Дата                    | Матчі | Клуби   |
| --------------- | ----------------------- | ----- | ------- |
| Перший раунд    |                         | 32    | 92 → 60 |
| Другий раунд    |                         | 20    | 60 → 40 |
| Третій раунд    |                         | 14    | 40 → 26 |
| Четвертий раунд |                         | 10    | 26 → 16 |
| 1/8 фіналу      | 6 листопада 2002        | 8     | 16 → 8  |
| 1/4 фіналу      | 9 квітня 2003           | 4     | 8 → 4   |
| 1/2 фіналу      | 24 квітня/8 травня 2003 | 4     | 4 → 2   |
| Фінал           | 29 травня 2003          | 1     | 2 → 1   |

## 1/8 фіналу
| Команда 1         | Рахунок      | Команда 2   |
| ----------------- | ------------ | ----------- |
| 6 листопада 2002  |              |             |
| Ольборг           | 3:0          | Сількеборг  |
| Академіск БК      | 1:2          | Мідтьюлланн |
| Скйолд (2)        | 1:2          | Есб'єрг     |
| Брондбю           | 1:1 пен. 4:2 | Оденсе      |
| Герфельге (2)     | 0:2          | Копенгаген  |
| Нествед (3)       | 2:1 дч       | Вайле (2)   |
| Сківе ІК (3)      | 0:2          | Фарум       |
| 13 листопада 2002 |              |             |
| Орхус             | 0:3          | Віборг      |

## 1/4 фіналу
| Команда 1     | Рахунок | Команда 2  |
| ------------- | ------- | ---------- |
| 9 квітня 2003 |         |            |
| Мідтьюлланн   | 3:1     | Есб'єрг    |
| Брондбю       | 1:0     | Копенгаген |
| Нествед (3)   | 1:4     | Ольборг    |
| Віборг        | 5:2     | Фарум      |

## 1/2 фіналу
| Команда 1               | Заг. | Команда 2   | 1-й матч | 2-й матч |
| ----------------------- | ---- | ----------- | -------- | -------- |
| 24 квітня/8 травня 2003 |      |             |          |          |
| Віборг                  | 2:3  | Мідтьюлланн | 0:0      | 2:3      |
| Брондбю                 | 4:1  | Ольборг     | 1:0      | 3:1      |

## Фінал
| 29 травня 2003 |

| Брондбю                             | 3:0      | Мідтьюлланн |
| ----------------------------------- | -------- | ----------- |
| Далгас 28' Баггер 84' Йоргенсен 89' | Протокол |             |

| Паркен, Копенгаген Глядачів: 32 660 Арбітр: Еміль Лаурсен |